# ملعب يويشيوشان
ملعب يويشيوشان هو ملعب متعدد الأغراض في غوانغجو، الصين. يستخدم في الوقت الراهن لمباريات كرة القدم، كما يستخدم في بعض الأحيان للألعاب الرياضية. وافتُتح الملعب، الذي يملكه مكتب الألعاب الرياضية في غوانجو، قبل عام 1926، كما تم تجديده في عام 1950 بقدرة 35،000 شخص.